# فرنسيس وارتون
فرنسيس وارتون (بالإنجليزية: Francis Wharton)‏ هو محامي ومحامي أمريكي، ولد في 7 مارس 1820 في فيلادلفيا في الولايات المتحدة، وتوفي في 21 فبراير 1889 في واشنطن العاصمة في الولايات المتحدة.